# Cameron Baerg
Cameron Baerg, kanadski veslač, * 17. oktober, 1972, Saskatoon, Saskatchewan.
Baerg je za Kanado začel nastopati leta 1987. V četvercu brez krmarja je osvojil zlato medaljo na Svetovnem prvenstvu v veslanju 2003 v Milanu ter na Poletnih olimpijskih igrah 2004 v Atenah.